# Дара Бановић
Дара Бановић, из села Велико Паланчиште, општина Приједор, Република Српска, је живи свједок покоља који су извршиле усташе над српским становништвом села Паланчишта и Горњи Јеловац, 22. и 23. октобра 1942. године. У покољу је убијено 650 Срба, махом жена и дјеце, а Дара је својим очима видјела масакр над око 300 жртава.
Дара Бановић са 29 ожиљака од убода ножем преживјела је овај усташки покољ, али њена дјеца, четворогодишња Радославка и двогодишњи Бошко — нису.
Она је један од свједока који је највјеродостојније испричао одвијање покоља. Њен лик на малим екранима видјели су милиони гледалаца широм бивше СФРЈ, приликом откривања споменика на Мраковици, 1972. године. Дара је том приликом уручила предсједнику Јосипу Брозу Титу, који је открио споменик, поклоне по традиционалном обичају свога краја.

## Ноћ покоља
Само једном Дара је смогла толико снаге да исприча своју судбину. О том свом најстрашнијем доживљају она каже:
»За вријеме офанзиве на Козари са фамилијом нијесам бјежала у Козару, већ сам остала код своје куће. Радила сам код куће као и обично. Усташе, које су се туда кретале, говориле су нам да не бјежимо никуда, да нам се неће ништа десити. Ми смо им вјеровали и мислили смо да нам се заиста ништа неће догодити. Једне вечери, била је мјесечина као дан, мјесеца октобра десило се оно што је најстрашније. У сам залазак сунца дошле су усташе у село. Чини ми се да их је било око двадесетак. Код мене у кућу дошла их је четворица. Чим су банули у кућу, строго су нам заповједили да треба одмах да идемо, да ће нас они склонити, јер ће ноћас доћи друга војска. Кад сам ћела да покупим нешто ствари и понесем мало ране, пошто сам имала двоје мале дјеце, дјевојчицу од 4 и сина од 2 године, усташа, који је био у кући, рекао је да не треба ништа да носим, јер они тамо имају доста ране за нас. Моја мала Радославка, када смо пошли из куће, заплакала је говорећи:"Драга мајо, они ће нас побити"!
Кад се цијело село искупило, повели су нас у заселак Вучковића, а затим су нас одвели до Вујћића, гдје смо преноћили једну ноћ у воћњаку под шљивама. Други дан навече, око 10 сати, почели су да одводе једну по једну групу говорећи нам да те групе иду својим кућама. Пошто се није чула пуцњава, мислили смо да ће нас стварно пустити.
Кад сам ја дошла на ред са својом дјецом, мени су рекли да треба да ме спроведу до куће. Довели су ме до мјеста звани Салијевац, до једне високе међе и тада су од мене тражили да им дам све паре што имам код себе па ће ме водити до куће као своју сестру. Имала сам свега 300 куна код себе. Док сам тражила паре, један усташа је рекао:
"Мајку јој њену, извадиће бомбу и бацити на нас." Када сам им дала паре, један од њих је викнуо:
"Стоко партизанска, зар да те ја водим до куће за свега 300 куна?"
Други усташа тражио је од мене чарапе, а ја сам му рекла да имам код куће, нека ме тамо воде, па ћу им дати. Потјерали су нас према потоку Чикаре, више једног млинчића. Кад сам угледала поклан народ и видјела шта ће с нама бити, рекла сам им:
"Па, браћо, зар ћете нас поклати?" Тада ми је мој Бошко пао на руке и они су га почели отимати од мене говорећи:
"Мајку ти твоју, нећеш га дуго носити!"
Тада сам им опсовала и рекла да ћу умријети са својом дјецом. Од јада сам пошла с њима око десетак метара. Када смо дошли до неких врба, један од усташа ме зграбио за врат, ишчупао нож и почео да ме коље. Кад ме је ударио ножем трећи пут, пала сам, али сам још увијек била при свијести. Двадесет и девет рана су ми задали. Била сам сва заливена крвљу, али сам све још видјела, иако сам била непомична. Најтеже је било гледати када су крвници клали моју дјецу. Моју малу Радославу ударили су ножем у главу, а затим је бацили крај мене и проболи ножем уза земљу. Мога Бошка тако су исто изболи ножем и бацили поред мене говорећи:
"Ето ти мајке, кад се пробуди, нека те подоји."
Пошто је мали Бошко још био жив и јаукао, онај исти усташа што је мене клао, подигао је малог на кољена и са неколико удараца ножем осјекао му главу. Тада је настала препирка међу кољачима ко је од њих уморнији. Чула сам гдје један каже:
"Уморих се док сам их поклао толико, а нисам се толико искрвавио као код ове, мајку јој српску."
Била сам још дуго при свијести и све сам гледала. Доводили су нове групе које су убијали сјекирама, кољем и маљевима. Мушкарци су били повезани, те су им тако повезаним расијецали главе. Када је покољ завршен, онда су ишли по групама да виде да ли је још ко жив, да би га дотукли. На крају су се крвници скупили и веселили као на каквој гозби или свадби.
Послије отприлике два сата почео је да пири јак вјетар и да пада киша. Тада сам се онесвијестила. Када сам поново дошла свијести, пошла сам према селу Орловцима код своје сестре. У кући Јовице Матијаша, од пуне куће чељади нашла сам само њега и његову мајку Станку.«
Тако је завршила своју причу Дара Бановић.